# Régime politique
Ne doit pas être confondu avec Système politique.
- Républiques à régime présidentiel
- Républiques à régime présidentiel liées à un régime parlementaire
- Républiques à régime semi-présidentiel
- Républiques à régime parlementaire (république parlementaire)
- Républiques où la constitution n'accorde le droit à gouverner qu'à un parti unique ou un parti dominant (État communiste)

- Monarchies constitutionnelles dans lesquelles le monarque n'exerce que peu ou pas le pouvoir (le monarque a souvent une autorité constitutionnelle et morale élevée)
- Monarchies semi-constitutionnelles dans lesquelles le monarque exerce la majorité des pouvoirs, souvent avec un parlement disposant de faibles pouvoirs
- Monarchies absolues

- Dictatures militaires

- Autres systèmes (gouvernements provisoires)
- Pas de gouvernement

Le régime politique est l’organisation des pouvoirs et de leur exercice au sein d’une entité politique, autrement dit la forme institutionnelle du pouvoir et la pratique qui en découle. Les locutions forme de gouvernement  et régime politique sont souvent utilisées dans le même sens.

## Forme officielle et forme «de facto»
Tous les gouvernements ont une forme officielle de jure ou officielle. Cependant, l'auto-identification n'est pas objective et, comme le soutiennent Kopstein et Lichbach, définir un régime peut être délicat, en particulier de facto, lorsque son gouvernement et son économie s'écartent dans la pratique. Par exemple, Voltaire affirmait que « le Saint Empire romain n'est ni saint, ni romain, ni un empire ». Dans la pratique, l'Union soviétique était un État autocratique centralisé à parti unique sous Joseph Staline.
Identifier une forme de gouvernement est également difficile parce que de nombreux systèmes politiques proviennent de mouvements socio-économiques et sont ensuite portés au sein des gouvernements par des partis se nommant eux-mêmes d'après ces mouvements ; le tout avec des idéologies politiques concurrentes.
Ainsi, l'exercice du pouvoir est très important, car tout en ayant la même forme institutionnelle, des régimes politiques peuvent se distinguer en fonction de la pratique de l'exercice du pouvoir.

## Histoire des typologies de régimes politiques
Il n'y a pas de consensus sur la détermination des différentes formes de gouvernement ou d'État. Plusieurs classifications ont été formulées depuis l'Antiquité classique jusqu'à l' époque contemporaine.

### Antiquité
Platon parle de la typologie de régimes suivante :
- La forme parfaite : aristocratie (gouvernement des "meilleurs" - aristoi - qui pour Platon doivent être les philosophes) ;
- Les formes dégénérées : La thymocratie (où ceux qui ont "l'honneur" - timé - gouvernent), la ploutocratie (où ceux qui ont "la richesse" - ploutos - gouvernent), L'oclocratie (où la "foule" -oclos- gouverne) et la tyrannie (où un "usurpateur" -tyrannos- gouverne).

Dans son ouvrage Politique; Aristote, utilise un double critère, numérique (prise en compte du nombre de personnes exerçant le pouvoir) et qualitatif (prise en compte du bien public).
- Formes pures ou parfaites : monarchie, aristocratie et démocratie ;
- Formes impures ou corrompues : respectivement dégénérées des formes parfaites : tyrannie, oligarchie et démagogie.

Polybe définit la forme de gouvernement mixte ou gouvernement constitutionnel qui combine les trois formes aristotéliciennes pures dans un système d'équilibre des pouvoirs, et qui serait représentée dans les institutions romaines : les consuls, le Sénat et les comices. La rupture de l'équilibre conduisait à la sédition ou à la tyrannie. Cette définition sera suivie par la pensée politique médiévale et des premiers temps modernes (Thomas d'Aquin, Dante, Padre Suarez).

### Renaissance
Machiavel, dans Le Prince, ne reconnaît que deux formes : tous les États sont soit des républiques, soit des principautés ; mais il a également utilisé l'histoire de la Rome antique pour recommander un gouvernement mixte des trois formes politiques classiques dans son Discours sur la première décade de Tite-Live.
Montesquieu dans de l'esprit des lois modifie la classification aristotélicienne en distinguant la monarchie, le despotisme et la république et, à l'intérieur de celle-ci, la démocratie et l'aristocratie.« Le gouvernement républicain est celui dans lequel le peuple, en tant que corps ou seulement une partie de celui-ci, exerce le pouvoir souverain […]
- le gouvernement monarchique est celui dans lequel il n'y a qu'un seul souverain, mais selon des lois fixes et établies […]
- le despotisme est celui où un seul, sans loi ni règle, dirige tout à sa guise et selon son caprice […]
- la république où […] le pouvoir souverain est entre les mains d'une partie du peuple […] elle a une aristocratie […]
- Dans les États populaires, c'est-à-dire dans les républiques démocratiques, le ressort de la vertu est nécessaire. La modération est l'âme des gouvernements aristocratiques ; mais qu'il soit bien entendu que j'entends par là celle qui est fondée sur la vertu, et non celle qui naît de la lâcheté ou de la paresse d'âme […] Tandis que dans les monarchies la politique produit les plus grandes choses avec le moins de vertu possible. »

Rousseau distingue, comme Aristote, la démocratie, l'aristocratie et la monarchie, mais il juge qu'« elles sont confuses dans leur exercice ».
Kant distingue plutôt des formes de souveraineté, déjà dans le contexte historique de la Révolution française.

### Époque contemporaine
La pensée politique marxiste se concentre sur la composante classe sociale de l'État comme une superstructure juridique politique qui justifie et sécurise la position des classes dirigeantes et les relations sociales de chaque mode de production (esclavagiste, féodal, capitaliste). À l'époque contemporaine, il y aurait des formes d'État démocratique bourgeois et différentes formes d'État autoritaire ou dictatorial, comme les dictatures fascistes. En tant que forme de transition vers une société communiste théorique (sans classe), l'existence de la dictature du prolétariat est postulée.
Hannah Arendt a introduit l'opposition entre totalitarisme et pluralisme.
Juan José Linz a distingué, au sein des formes de gouvernement dictatoriales ou non démocratiques, entre autoritarisme et totalitarisme.
John Burnheim étudie le concept de stochocratie ou démocratie stochastique, qui est la forme de gouvernement par tirage au sort où tous les citoyens doivent être éligibles pour participer au gouvernement.

## Exemples caractéristiques de régime politique

### Régime totalitaire
Les travaux d'Hannah Arendt, Carl Joachim Friedrich et Raymond Aron définissent les caractéristiques du régime totalitaire :
- existence d'une idéologie infaillible et totalisante ;
- vie politique, sociale et économique régentée au niveau privé et public ;
- existence d'un parti unique (parti-État) qui a le monopole des moyens internes de communication de masse ;
- une répression violente de l'opposition via une police secrète, le but étant d'incarner la terreur.

Les régimes fascistes, nazis et soviétiques peuvent être considérés comme des exemples de régimes politiques totalitaires, même si Arendt considère l'Italie fasciste de Mussolini comme un « totalitarisme non abouti ».
La Syrie baathiste est considéré comme un des derniers régimes totalitaires les plus récents à s'être effondré.

### Régime autoritaire
Dans les années 1960, certains régimes sont apparus, notamment au Chili (dictature militaire d'Augusto Pinochet) et en Espagne (régime franquiste), qu'il n'était pas possible de classifier comme régime totalitaire. Mais il ne s'agissait pas non plus de démocraties libérales. La science politique moderne a donc établi une catégorie intermédiaire, par défaut.
Les différences avec les régimes totalitaires sont les suivantes :
- absence d'idéologie totalisante et infaillible ;
- tolérance vis-à-vis de pouvoirs externes au parti unique sur lesquels ce dernier s'appuie : l'Église, l'armée, le patronat, la bureaucratie, etc. ;
- indépendance de certains pans de la vie sociale et économique, non contrôlée complètement par le pouvoir ;
- caractère moins systématique de l'extermination violente des opposants.

Les différences avec les démocraties libérales sont les suivantes :
- absence d'élection réelle (c'est une façade démocratique) ;
- refus de l'alternance au pouvoir ;
- absence de pluralisme politique ;
- limitation des libertés publiques ;
- non-respect de l'État de droit[3].

### Démocraties libérales
Les principales caractéristiques de ce type de régime sont :
- compétitions électorales : les élections sont régulières, se font au suffrage universel et le pluralisme politique est reconnu ;
- État de droit : les libertés fondamentales sont garanties, il y a une constitution définissant les pouvoirs des différentes branches de l'État, il y a également une séparation entre la sphère publique et la sphère privée ;
- division en trois pouvoirs séparés : le législatif, l'exécutif et le judiciaire sont séparés et se contrôlent mutuellement ;
- gouvernement de la majorité : la majorité est au pouvoir, la protection de l'opposition (minorité) est assurée, l'alternance est possible ;
- séparation entre l'Église et l'État : neutralité confessionnelle de l'État, égalité de traitement entre les différents régimes religieux, pas de prise en charge totale par l'État des frais et activités des confessions religieuses.

Il s'agit d'un idéal-type et il est possible de trouver certaines exceptions comme en Grande-Bretagne où le Chef de l'État (actuellement le Roi) incarne aussi le chef de l'Église anglicane, ou bien comme en Belgique où l'enseignement catholique est financé par l'État Belge.

#### Indice de démocratie

Carte de l'indice de démocratie par l'Economist Intelligence Unit de 2020 : plus le pays est vert, plus il est considéré démocratique.
Démocraties pleines
9–10
8–9
Démocraties imparfaites
7–8
6–7
Régimes hybrides
5–6
4–5
Régimes autoritaires
3–4
2–3
1–2
Non déterminé

| Démocraties pleines - 9–10 - 8–9 | Démocraties imparfaites - 7–8 - 6–7 | Régimes hybrides - 5–6 - 4–5 | Régimes autoritaires - 3–4 - 2–3 - 1–2 - Non déterminé |

### Anarchie
Francis Dupuis-Déri propose de revoir comment se positionne l'anarchisme dans la classification qualitative des systèmes politiques et propose d'en faire un système à part, Il distingue l'anarchisme de la démocratie par la recherche de consensus. Là où la démocratie se définit par le choix de la majorité lors d'un vote, l'anarchisme continue le débat. Il relativise ensuite entre théorie politique et réalité et propose au chercheur en philosophie politique d'étudier ce courant au moins pour s'en inspirer.
| Qui gouverne ? Dans quel but ?      | Personne | Un seul    | Une minorité | La majorité                            | Tous                    |
| ----------------------------------- | --- | ---------- | ------------ | -------------------------------------- | ----------------------- |
| Pour le bien commun (communautaire) | Utopie rousseauiste, 1. "S'il y avait un peuple de dieux, il se gouvernerait démocratiquement. Un gouvernement si parfait ne convient pas à des hommes." JJ Rousseau | Monarchie  | Aristocratie | Démocratie                             | Anarchie                |
| Pour ses intérêts (individualiste)  | Anomie | Despotisme | Oligarchie   | Tyrannie de la majorité ou Ochlocratie | Anarchie Individualiste |

La Terre Marie Byrd en Antarctique est le principal territoire notable échappant à la souveraineté d'un État. Elle est toutefois inhabitée.

### Système théocratique
La théocratie est un système politique où la légitimité politique découle de la divinité. La souveraineté y est exercée par la classe sacerdotale, qui cumule pouvoir temporel et religieux.

### Système monarchique
Le monarchisme est une doctrine politique qui prône la monarchie, c’est-à-dire une forme de gouvernement dans laquelle l'État est dirigé par une seule personne qui représente ou exerce l'ensemble des pouvoirs. On peut distinguer plusieurs monarchismes :
- la monarchie de droit divin : par exemple l'Ancien Régime ;
- la monarchie absolue : encore présente entre autres en Arabie saoudite ;
- la monarchie constitutionnelle et la monarchie parlementaire : le Royaume-Uni, la Belgique, le Canada…